# Diamondoperator
Inom talteori är diamondoperatorerna〈d〉vissa operatorer med verkan på rummet av modulära former för gruppen Γ1(N) som ges av verkan av en matris (a bc d) i  Γ0(N). Diamondoperatorerna bildar en abelsk grupp och kommuterar med Heckeoperatorerna.